# 野村龍一
野村 龍一（のむら りゅういち、1985年5月13日 - ）は、日本の男性俳優、ナレーター。「天才劇団バカバッカ」所属、「朝プロダクション」主宰（朝劇系列プロデューサー）。

## 来歴
2009年3月文学座研究所に入所。戌井市郎、高瀬久男、坂口芳貞などの演出作品に出演。2011年3月に文学座研究所卒業。その後、大沢事務所でナレーターとして活動をした。
2011年からの客演を経て、翌2012年3月に木村昴が座長を務める「天才劇団バカバッカ」の正式な劇団員となる。世にも珍しい多人種・多国籍劇団の中でも、独特の存在感を持つ俳優として注目を集める。
2020年10月より「天才劇団バカバッカ」の冠番組「バカラダファミリア！ 木村昴と天才劇団のバカバッカ」（ＣＳ日テレプラス）にて放送開始。
プロデュース
2013年5月より「朝劇 丸ノ内」のオリジナルメンバーとして参加。当時世界初の1年6ヵ月ロングランを記録し、朝の時間でありながらも約2500人を動員。2014年9月からは、「朝劇 西新宿」をプロデュース。
その後の2019年、朝劇系列の総合プロデュースを就任、「朝劇 銀座」「朝劇 赤坂」などの発足に携わる。現在、「恋の遠心力」（2015年～）、「愛の回転式」（2017年～）をプロデュースし、ロングラン公演中。また、講談社との共同主催で「朝シェイクスピア」シリーズ（2022年～）をプロデュース。
ほか
- 文化・国籍をクロスオーバーする表現家集団「New Japp Heroz」のメンバーとして音楽活動も行っている。 MCネーム・竜落語（たつのおとしご）

## 出演

### 舞台

#### 天才劇団バカバッカ
2011年
- Vol.5 『欲しけりゃくれてやる』 （劇場MOMO）
- 番外公演Vol.1 『ひーろー』 ～天才劇団バカバッカ×AKATUSKI Projectコラボ公演 “PLAY for Japan”～ （明石スタジオ）
- 番外公演Vol.2 『Birthday』～藝術劇団バカバッカ BAKA meets ART～ （Gallery LE DECO）
- Vol.6 『マイリトルシスター』 （萬劇場）

2012年
- Vol.7 『センス・オブ・ワンダー』 （テアトルBONBON）
- Vol.8 『ファミリー・ウォーズ』 （中野ザ・ポケット）
- Vol.9 『トラベラー』 （シアターグリーン BIG TREE THEATER）

2013年
- Vol.10 『ウェルカム・ホーム』 （テアトルBONBON）
- Vol.11 『タイム・アフター・タイム』　（中野ザ・ポケット）
- 鬼フェス参加作品 『THE RISING SUN』（シアター風姿花伝） ※同タイトルの短編動画で第２回ＱＳＣへ参加
- Vol.12 『ザ・ランド・オブ・レインボウズ』　（品川 六行会ホール）

2014年
- Vol.13 『POLYNPIC TOKYO!』　（吉祥寺シアター）
- Vol.14 『グッドモーニング、アイスパーソン』　（東京芸術劇場シアターウエスト）

2015年
- Vol.15 『ハッピー・ウェディング！』　（品川 六行会ホール）
- 番外 Vol.3『DADDY WHO?』 　（中野テアトル BONBON）

2016年
- Vol.16 『ホテル・プラチナアイランド』　（品川 六行会ホール）
- Vol.17『COLORS』　（吉祥寺シアター）
- Vol.18『DADDY WHO?再演』　（新宿サンモールスタジオ）

2017年
- ツアー公演『高校生のための演劇教室〜DADDY WHO？in名古屋』　（名古屋市青少年文化センター）

2018年
- Vol.19『BADASS PSY-KICKS!』　（品川 六行会ホール）
- vol.20『GOD’S AND DEATH』　（ラゾーナ川崎プラザソル）

2019年
- 10周年記念公演『DAWN DAWGS 〜朝焼けの旅路〜』　（全労済ホール／スペース・ゼロ）

2021年
- vol.22『ヴァンダフルワールド』（こくみん共済 coop ホール／スペース・ゼロ）

#### 朝劇
朝劇 丸の内（2013年5月13日〜2014年10月26日、CAFE SALVADOR丸の内店）
- 『丸の内の二人』　作・演出：御笠ノ忠次
- 『サルバドルの大事件』　作・演出：御笠ノ忠次
- 『彼女は誰のもの?』　作・演出：御笠ノ忠次

朝劇 早稲田（2014年8月13日〜2014年9月2日、早稲田02cafe）
- 『キリマンジャロの憂鬱』　作・演出：谷口健太郎　監修：御笠ノ忠次

朝劇 西新宿（2014年9月14日～、GLASS DANCE新宿店）　主宰・プロデュース：野村龍一
- 『RISING SUN』　作：ゆるボーイゆるガール・演出：野村龍一
- 『恋の遠心力』　作：岡本貴也
- 『愛の回転式』　作：岡本貴也

朝劇 浅草（2016年4月3日・4日、7月2日、浅草六区ゆめまち劇場）　主宰・プロデュース：野村龍一
- 『浅草DOGDAYS』

朝劇 恵比寿（2018年11月18日、NOS恵比寿）　主宰・プロデュース：：野村龍一
- 『恋の遠心力』　作：岡本貴也

朝劇 銀座（2019年8月～、銀座メンバーズクラブマリリン）　プロデュース：野村龍一
- 『おはよう事故物件』
- 『朝日に願え』
- 『グッドなモーニングのSUN』

朝プロ×Mixalive TOKYO　朝シェイクスピア　シリーズ（2022年1月、Mixalive TOKYO ”Hall Mixa" / "Live Café Mixa"）
- 30分でわかる「マクベス」　脚色・演出：岡本貴也

### 外部公演
2011年
- GO-SUNS企画公演 『文學青年』 （シアターモリエール）　作・演出：三浦有為子

2012年
- 幸野ソロ第3ソロ 『Hi-School』 （ワーサルシアター八幡山）　作：山田浩康　演出：幸野友之

2014年
- 円盤ライダー 『ステキなハプニング』　（ホテルシャーウッド）　作・演出：菅野臣太郎
- 『暗転セクロスw』　（上野ストアハウス）　作・演出：岡本貴也
- マッチポンプ調査室 『神家1/2』　（東演パラータ）　作・演出：白倉裕二

2015年
- スタークコーポレション 『軋み』 （サンモールスタジオ）　作・演出：ブラジリィー・アン・山田
- 円盤ライダー 『サツキノジョウ』　（WIRED フレンテ明大前店）　作・演出：菅野 臣太郎
- XカンパニーVol.1 『泡の恋』 （12月21日 - 27日、アサヒ・アートスクエア）

2016年
- 山田ジャパン『ソリティアがなくなったらこの世は終わり』　（CBGKシブゲキ!!）　作・演出:山田能龍
- 江古田のガールズ『ご不幸』　（下北沢『劇』小劇場）　作・演出：山崎洋平

2017年
- 江古田のガールズ『パルコの激情』　（下北沢本多劇場）　作・演出:山崎洋平
- 劇団時間制作『うるさくてうるさくて、耳を塞いでも、やはりうるさくて』　（中野MOMO）　作・演出：谷碧仁
- 円盤ライダー『ノーモアヒーローズ/野茂英雄はテレビの中』　（SHiDAX浅草雷門クラブ）　作・演出：村井雄
- tyプロモーション『リア王2017』　（三越劇場）　作：ウィリアム・シェイクスピア　演出：野伏翔

2018年
- オフィス上の空プロデュース　火遊び pray.08『 焔の命――女優の卵がテロリストになった理由』（恵比寿エコー劇場）作・演出：松澤くれは
- カクシンハン『冬物語』（ウエストエンドスタジオ）　作：シェイクスピア、演出：木村龍之介
- 劇団時間制作『白紙の目次』（テアトルBONBON）作・演出：谷碧仁
- 劇団新派『どん底』  （ザムザ阿佐ヶ谷）作：マクシム・ゴーリキー 、翻訳・脚本・演出：桂佑輔

2019年
- キ上の空論#10 『ひびのばら』（東京芸術劇場シアターウエスト）作・演出：中島庸介
- 劇団時間制作『吸って吐く』（萬劇場）作・演出：谷碧仁
- From Ｗ works×Yプロジェクト『サゼン』（渋谷伝承ホール）作：脇坂圭平、脚本・演出：重住燎
- カクシンハン第13回ロングラン公演『薔薇戦争』（シアター風姿花伝）作：シェイクスピア、演出：木村龍之介
- 劇団時間制作『ほしい』（赤坂RED/THEATER）作・演出：谷碧仁
- PRAY▶　グリークス　第1部『戦争』（浅草九劇）　翻訳・演出：桂佑輔
- PxxceMaker' 第二回公演『ビジネス』（ザムザ阿佐谷）作・演出：谷碧仁

2020年
- 劇団時間制作『赤すぎて、黒』（萬劇場）作・演出：谷碧仁
- 劇団時間制作『迷子』（東京芸術劇場 シアターウエスト）作・演出：谷碧仁

2023年
- G.Garage/// シェイクスピア道 第三道『ヘンリー四世』（ウエストエンドスタジオ）作：シェイクスピア、演出：河内大和[2]

2025年
- G.GARAGE/// 朝シェイクスピア90シリーズ『ジュリアス・シーザー』（Mixalive TOKYO Hall Mixa）作：シェイクスピア、演出：河内大和[3]

### オンライン公演
2020
- 劇団４ドル５０セント×劇団時間制作 「大人になる、には」　作・演出：谷碧仁

### CMナレーション
- 『い・ろ・は・す』
- 『三菱電機、冷蔵庫キャンペーン』
- 『ニトリ』
- 『ACエイズ撲滅キャンペーン』
- 『東急電鉄』

他

### 映画
- 『ヒーロー×ヒーロー』　監督：谷健二

## ライブ活動
New Japp Heroz
2013年
- 【NexT TYO vol.1】 （渋谷MICROCOSMOS）
- 【MUSIC FESTA -1周年 Anniversary-】 （渋谷CAMELOT）
- 【Next TYO vol.2】 （渋谷MICROCOSMOS）
- 【NexT TYO ～NexT Beach～】 （鎌倉Beach House KULA）
- 【BUFFALO SENSHURAKU】 （浦安高須海浜公園）
- 【Next TYO ～Halloween Party～】 （渋谷MICROCOSMOS）
- 【Next TYO ～END OF THE YEAR PARTY～】 （渋谷MICROCOSMOS）

2014年
- 【NexT TYO ～1st Anniversary～】 （渋谷MICROCOSMOS）
- 【MUSIC FESTA -2周年 Anniversary-】 （渋谷CAMELOT）
- ※2014年4月12日 吉祥寺シアターにて舞台終演後に特別ライブ
- 【TORUS】 （麻布十番VILLAGE）
- 【路上戦争】 （渋谷VUENOS）
- 【路上戦争】 （渋谷VUENOS）
- 【MUSIC FESTA】 （渋谷CAMELOT）

2015年
- 【MUSIC FESTA -3周年 Anniversary-】 （渋谷CAMELOT）
- 【Zephyren presents A.V.E.S.T. project Vol.8】　（渋谷O-EAST/O-WEST/O-NEST/O-CREST/CLUB ASIA/DUO/VUENOS）